# Xanthoparmelia boyeri
Xanthoparmelia boyeri är en lavart som beskrevs av Elix. Xanthoparmelia boyeri ingår i släktet Xanthoparmelia och familjen Parmeliaceae.   Inga underarter finns listade i Catalogue of Life.